# Фергюсон, Ребекка (певица)
Ребекка Кэролайн Фергюсон (англ. Rebecca Caroline Ferguson; род. 21 июля 1986, Ливерпуль, Англия) — британская певица и автор песен.

## Ранняя жизнь
Ребекка Фергюсон родилась 21 июля 1986 года в Mill Road Hospital в Ливерпуле. Первые два года жизни она провела в Хайтоне. У неё есть младший брат Сэм. Затем, когда её родители развелись, они переехали дом в Вултон-Виллидж (Woolton Village). Ребекка получила начальное образование в Woolton Primary School, и среднее в средней школе Gateacre Community Comprehensive School. Будучи подростком, она переехала в Энфилд.

## Карьера

### 2009—2011: Начало иThe X Factor
Фергюсон ранее пробовалась на X Factor и P. Diddy’s Starmaker в Нью-Йорке, но всё было безуспешно. Позже она прокомментировала: «Я пошла на другие прослушивания, я была приглашена в Нью-Йорк на прослушивание для P. Diddy’s Starmaker и мне сказали „нет“. Меня это действительно огорчило, потому что я потратила деньги, чтобы туда добраться. Также я пробовалась на X Factor, но получилось не слишком хорошо, может быть потому что у меня не было уверенности. Я думала попробоваться на Britain’s Got Talent или снова на X Factor и если ничего не получится, тогда я буду думать о том, что мне делать.»
Во время первого прослушивания Фергюсон пела «A Change Is Gonna Come».

### 2011—2012:Heaven
20 ноября 2011 года певица выпустила дебютный сингл «Nothing's Real but Love», написанный Фергюсон и Эгом Уайтом. Сингл достиг #10 в британском чарте UK Singles Chart. Её дебютный альбом Heaven был выпущен 5 декабря 2011 года в Великобритании. При записи дебютной пластинки Фергюсон сотрудничала с Эгом Уайтом, Стивом Букером, Фрейзером Т Смитом, Xenomania, Полом Барри, Марком Тейлором и Брайаном Хиггинсом.

### 2012—наст. время:Freedom
В октябре 2012 года Фергюсон заявила, что в январе 2013 года она отправится в турне по США, и что она уже начала писать новый материал для своего второго альбома. 29 ноября 2012 года она подтвердила, что планирует отправиться в тур по США, а также сказала, что выпустит второй альбом в конце следующего года.
Фергюсон начала работу над своим вторым студийным альбомом 18 февраля 2013 года, после месячного перерыва и завершила запись в конце августа. В июле 2013 года исполнительница раскрыла, что находится на заключительной стадии записи второй пластинки, а также заявила, что это «было трудно делать» и что она писала о своих детях. 22 августа 2013 года Фергюсон рассказала на Facebook, что её новый альбом будет называться Freedom и будет выпущен 2 декабря 2013 года.
Первый сингл с альбома «I Hope» был загружен 12 октября 2013 года на YouTube и выпущен 1 декабря того же года. Сингл вошёл в британский сингловый чарт под #15; в Европе первым синглом была выпущена песня «Light On». Freedom был выпущен на следующий день и вошёл в чарты под #6 и с тех пор имеет статус золотого. Альбом получил положительные отзывы от большинства музыкальных критиков.

## Музыкальный стиль и влияния
Первый альбом Фергюсон записан в жанрах: соул, поп, блюз и R&B, с текстами, описывающими горе и отношения. Музыку её дебютного альбома сравнивали с работами Ареты Франклин и Мэйси Грэй. Описывая своё звучание она сказала: «довольно душевное, я не знаю почему вы его сравниваете. Это просто я.»
Фергюсон называет Арету Франклин одной из артистов, оказавших на неё наибольшее влияние. Она говорит, что черпает вдохновение из творчества Франклин, которую она называет «Королевой Соула». В интервью с MTV UK, отвечая на вопрос о сравнении с Франклин, она заявила: «Арета Франклин является для меня королевой соула, так, с одной стороны мне нравится, что меня с ней сравнивают, но с другой стороны, я не думаю, что я достигла чего-либо, чтобы сравнивать меня с той, которая является для меня абсолютной легендой. Я буквально только начинаю свою деятельность и это прекрасно, и я действительно счастлива, что люди сравнивают меня с ней, но для меня она совершенно в другой лиге… она Арета, она как соул-дива. Так, я надеюсь с Божьей помощью, когда я доживу до её возраста, я достигну чего-нибудь, но пока я ещё не готова.» Она также раскрыла, что очень хотела бы сотрудничать с Франклин на своём дебютном альбоме. Ещё одним источником вдохновения для неё является группа Kings of Leon. На вопрос о сотрудничестве с Kings of Leon она ответила: «Мне бы хотелось посмотреть, что получится. Я думаю это было бы просто здорово, я люблю их как музыкантов, и они играют действительно хорошо, так что я бы с удовольствием записалась с ними, может быть… Я мечтаю здесь, но вы никогда не узнаете, что я могла бы записаться с Kings of Leon.» Фергюсон также упомянула покойную соул-певицу Эми Уайнхаус, которая, по словам певицы, также оказала на неё большое влияние: «Она была реальной, а не притворялась для славы, она была артистичной и её музыка прекрасна.» Наряду с Франклин, Kings of Leon и Уайнхаус, Фергюсон называет Сэма Кука, Отиса Реддинга и Нину Симон артистами, оказавшими влияние на её творчество.

## Другая деятельность
В июне 2011 года Фергюсон стала новым лицом чипсов Sunbites компании Walkers.

## Личная жизнь
4 года в 2000-х годах Ребекка состояла в фактическом браке с Карлом Дюресом. В этих отношениях Фергюсон родила двоих детей — дочь Лилли Мэй Дюрес (род.15.10.2004) и сына Карла Эллиота Итона Дюреса (род.01.03.2006).
В 2014 году Ребекка рассталась со своим вторым фактическим мужем после того, как он узнал, что она беременна и тогда же он признался, что у него уже есть другая девушка. Приблизительно 20—25 октября 2014 года Фергюсон родила своего третьего ребёнка и вторую дочь Арабеллу Дюрес. Карл Дюрес, бывший сожитель Фергюсон с которым она осталась в дружеских отношениях после их расставания, помогает ей воспитывать Арабеллу, дал девочке свою фамилию и планирует удочерить её.

## Дискография
- Heaven (2011)
- Freedom (2013)
- Lady Sings The Blues (2015)[13]

## Туры
- The X Factor Live Tour (2011)
- Heaven Tour (2012)
- US Tour (2013)
- Freedom Tour (2014)

## Награды и номинации
- Член ордена Британской империи (2024 год)[14]

| Год  | Награда                          | Категория                            | Номинированная работа | Результат |
| ---- | -------------------------------- | ------------------------------------ | --------------------- | --------- |
| 2012 | Glamour Women of the Year Awards | Британский музыкант / сольный артист | Ребекка Фергюсон      | Номинация |
| 2012 | MOBO Awards                      | Лучшая певица                        | Ребекка Фергсюон      | Номинация |
| 2012 | MOBO Awards                      | Лучший R&B / соул артист             | Ребекка Фергюсон      | Номинация |
| 2012 | MTV Europe Music Awards          | Лучший прорыв                        | Ребекка Фергюсон      | Номинация |
| 2012 | Soul Train Music Awards          | Лучшее международное выступление     | Ребекка Фергюсон      | Номинация |